# Матчи сборной Петрограда по футболу (1920)
Сезон 1920 года стал 19-м в истории сборной Петрограда по футболу.
В нём сборная провела 2 официальных матча (оба — товарищеские междугородние).

## Классификация матчей
По установившейся в отечественной футбольной истории традиции официальными принимаются
- Все соревновательные матчи[К 4] официальных турниров — чемпионатов СССР, Российской империи и РСФСР — во времена, когда они проводились среди сборных городов (регионов, республик), и сборная Санкт-Петербурга (Ленинграда) была субъектом этих соревнований; к числу таковых относятся также матчи футбольных турниров на Спартакиадах народов СССР 1956 и 1979 года.
- Междугородние товарищеские игры сборной сильнейшего состава без формальных ограничений[К 5] с адекватным по статусу соперником. Матчи с клубами Санкт-Петербурга и других городов, со сборными не сильнейшего состава и т.п. составляют другую категорию матчей.
- Международные матчи с соперниками топ-уровня — в составах которых выступали футболисты, входившие в национальные сборные либо выступавшие в чемпионатах (лигах) высшего соревновательного уровня своих стран — как профессионалы, так и любители[К 6]. Практиковавшиеся (в основном, в 1920 — 1930-х годах) международные матчи с так называемыми «рабочими» и им подобными по уровню командами, состоявшими, как правило, из неконкурентоспособных игроков-любителей невысокого уровня, заканчивавшиеся обычно их разгромными поражениями, отнесены в отдельную категорию матчей.

## Статистика сезона
| 1920      |                      |     |
| МГ 16     | Петроград — Смоленск | 9:0 |
| МГ 17     | Петроград — Москва   | 3:2 |
| Итого     |                      |     |
| И В Н П М |                      |     |
| 2 0 12−2  |                      |     |

## Официальные матчи

### 34. Петроград — Смоленск — 9:0
Междугородний товарищеский матч 16 (отчет)

| Петроград | 9:0 | Смоленск |
| --------- | --- | -------- |
|           |     |          |

### 35. Петроград — Москва — 3:2
Междугородний товарищеский матч 17 (отчет)

| Петроград                          | 3:2 | Москва                |
| ---------------------------------- | --- | --------------------- |
| - Батырев - Варфоломеев - Н.Гостев |     | - Исаков - Канунников |

| Игрок               | Клуб       |                                 | Вышел на замену | Гол  |
| ------------------- | ---------- | ------------------------------- | --------------- | ---- |
| Полежаев, Александр | «Коломяги» | Серебряный гол · Серебряный гол | 3               | (-3) |
|                     |            |                                 |                 |      |
| Гостев III, Георгий | «Коломяги» |                                 | 3               |      |
| Бутусов, Михаил     | «Унитас»   |                                 | 2               |      |
|                     |            |                                 |                 |      |
| Филиппов III, Пётр  | «Коломяги» |                                 | 4               |      |
| Батырев, Павел      | «Коломяги» | Гол                             | 4               | 1    |
| Филиппов II, Сергей | «Коломяги» |                                 | 12              | 1    |
|                     |            |                                 |                 |      |
| Варфоломеев, Пётр   | «Коломяги» | Гол                             | 3               | 1    |
| Никонов, Николай    | «Коломяги» |                                 | 1               |      |
| Карнеев, Борис      | «Коломяги» |                                 | 3               | 1    |
| Фёдоров, Пётр       | «Коломяги» |                                 | 2               |      |
| Гостев II, Николай  | «Коломяги» | Гол                             | 5               | 3    |

| Москва     |     |
| ---------- | --- |
| Н.Соколов  |     |
|            |     |
| Костинский |     |
| С.Сысоев   |     |
|            |     |
| Королёв    |     |
| К.Блинков  |     |
| М.Романов  |     |
|            |     |
| Холин      |     |
| Татарников |     |
| Исаков     | Гол |
| Канунников | Гол |
| П.Артемьев |     |

## Комментарии
1. ↑  К.Есенин указывал для сборной Москвы только междугородние и международные матчи[1]
2. ↑  В реестре матчей сборной Санкт-Петербурга (Петрограда, Ленинграда), опубликованном группой ленинградских историков и статистиков под редакцией Н.Киселёва[2] учтены только междугородние матчи со сборными городов и республик
3. ↑  Г.Калянов предложил разделение матчей на официальные и товарищеские (для сборной Москвы)[3]
4. ↑  в том числе недоигранные и аннулированные, а также сыгранные с неформатными сборными и клубами — все матчи, объявленные как матчи официальных турниров
5. ↑  Матчи второй, третьей и т. д. (дублёров), а также ведомственных (например, сборной профсоюзов) сборных считаются неформатными. Тем не менее, междугородние матчи и «русской», и «английской» сборных Санкт-Петербурга и Москвы начала века, согласно установившейся традиции, учитываются историками[4][5][1] в их реестрах
6. ↑  Тем не менее, несколько международных матчей 1910-х годов с командами, формально не соответствующими строго данному критерию, но в игровом плане нередко подавляюще превосходившими сборные Санкт-Петербура и Москвы, учтены[6][7] в их реестрах